# Megumi Ogata
Megumi Ogata (緒方 恵美?, Ogata Megumi; Tokyo, 6 giugno 1965) è un'attrice, doppiatrice e cantante giapponese.

## Biografia
Megumi Ogata ha cominciato la sua carriera come attrice di musical, dopo aver frequentato la stessa classe delle colleghe Rumi Kasahara e Shiho Niiyama. Lavora per la Aoni Production.
Per via del suo timbro profondo, spesso è impiegata nel ruolo di giovani uomini o donne mascoline (uno degli esempi più celebri è senz'altro Sailor Uranus della serie Sailor Moon); anche per questa ragione spesso i fan si riferiscono a lei chiamandola aniki, parola che vuol dire fratello maggiore in giapponese.
Si è sposata per la seconda volta il 1º aprile 2004.

## Doppiaggio

### Serie TV
- Angel Beats! (Ayato Naoi)
- Angel Heart (Yan Fanyui)
- Assassination Classroom (Itona Horibe)
- B't X (Karen)
- Bakuretsu Hunter (Mille Feuille)
- Bleach (Tia Harribel)
- Card Captor Sakura (Yukito Tsukishiro, Yue)
- Danganronpa: The Animation (Makoto Naegi)
- Danganronpa 3: The End of Hope's Peak Academy (Makoto Naegi, Nagito Komaeda)
- Detective Conan (Ayako Nagai)
- Devil Lady (Kurosaki)
- Elemental Gerad (Rasati Tigres)
- Fantasmi a scuola (Akane)
- Flame of Recca (Aki)
- Full Moon - Canto d'amore (Izumi Lio)
- Get Backers (Clayman)
- Great Teacher Onizuka (Juria Murai)
- Heion sedai no Idaten-tachi (Essly)
- Il violinista di Hamelin (Sizer)
- Jibaku Shounen Hanako-kun (Yugi Amane, Yugi Tsukasa)
- Jujutsu kaisen - Sorcery Fight (Yuta Okkotsu)
- KamiKatsu (Klenn/Loki)[1]
- Karakuri Zoushi Ayatsuri Sakon (Tachibana Sakon)
- Kengan Ashura (Ryo Inaba)
- Kenshin samurai vagabondo (Kenshin Himura) - drama
- Kyōshirō to towa no sora (Waruteishia)
- Magic Knight Rayearth (Emeraude, Eagle Vision)
- Maico 2010 (Masudamasu)
- Medaka Box (Kumagawa Misogi)
- Mew Mew - Amiche vincenti (Mark Aoyama, Cavaliere Blu, Profondo Blu)
- Neo Ranga (Myō Ōmori)
- Neon Genesis Evangelion (Shinji Ikari)[2]
- Power Stone (Wang Tang)
- Project ARMS (Al Bowen)
- Sailor Moon R (Petz)
- Sailor Moon S, Sailor Moon SuperS, Sailor Moon Sailor Stars (Haruka Ten'ou/Sailor Uranus)
- Samurai Deeper Kyo (Sanada Yukimura, Anayama Kosuke)
- Slam Dunk (Takenori Akagi da giovane)
- Soul Hunter (Fugen Shinjin)
- Tantei gakuen Q (Kyū Renjō)
- UFO Ultramaiden Valkyrie (Valkyrie, Valkyrie Ghost)
- Una miss scacciafantasmi (madre di Yokoshima, altri)
- Vampire Princess Miyu (Reiha, Matsukaze)
- Yu-Gi-Oh! (Yugi Mutō)
- Yu degli spettri (Kurama, Shūichi Minamino, funeral-attending person)
- Zenki (Anju, Akira Gotō)

### OAV
- Il grande sogno di Maya (Maya Kitajima)
- Rossana (Akito Hayama)
- Rayearth - Il sogno di Emeraude (Emeraude)
- Miyuki nel paese delle meraviglie (Fuyuri)
- Oh, mia dea! (Keiichi Morisato (bambino))
- Bakuretsu Hunter (Mille feuille)
- UFO Ultramaiden Valkyrie (Valkyrie)

### Film
- Evangelion: 1.0 You Are (Not) Alone (Shinji Ikari)
- Evangelion: 2.0 You Can (Not) Advance (Shinji Ikari)
- Evangelion: 3.0 You Can (Not) Redo (Shinji Ikari)
- Evangelion: 3.0+1.0 Thrice Upon a Time (Shinji Ikari)
- Detective Conan: Il fantasma di Baker Street (Hideki Moroboshi)
- Jujutsu kaisen 0 - Il film (Yuta Okkotsu)
- Neon Genesis Evangelion: Death & Rebirth (Shinji Ikari)
- Neon Genesis Evangelion: The End of Evangelion (Shinji Ikari)
- Pretty Soldier Sailor Moon R: The Movie (Mamoru Chiba Bambino)
- Sailor Moon S The Movie - Il cristallo del cuore (Sailor Uranus)
- Sailor Moon SS The Movie - Il mistero dei sogni (Sailor Uranus)

### Videogiochi
- Mega Man X (X)
- Magic Knight Rayearth (Emeraude)
- Battle Arena Toshinden 2 (Tracy)
- Last Bronx (Yoko Kono)
- Star Gladiator: Episode: I - Final Crusade (June Lin Milliam)
- Battle Arena Toshinden URA (Tracy)
- Tomb Raider (Lara Croft)
- Battle Arena Toshinden 3 (Tracy)
- Street Fighter EX 2 (Sharon, Nanase)
- Neon Genesis Evangelion (videogioco) (Shinji Ikari)
- Street Fighter EX 3 (Nanase)
- Super Robot Wars Alpha (Shinji Ikari)
- Mega Man Zero (Sage Harpuia)
- Mega Man Zero 2 (Sage Harpuia, Joan)
- Mega Man Zero 3 (Sage Harpuia, Joan)
- Super Robot Wars Alpha 3 (Shinji Ikari)
- Mega Man ZX (Modello H)
- Persona 3 (Ken Amada)
- Super Robot Wars OG: Original Generations (Ring Mao)
- Danganronpa Trigger Happy Havoc (Makoto Naegi)
- Bleach: Soul Resurrección (Tia Harribel)
- Danganronpa 2: Goodbye Despair (Nagito Komaeda, Makoto Naegi)
- Persona 4 Arena Ultimax (Ken Amada)
- Granblue Fantasy (Grimnir)
- J-Stars Victory Vs+ (Misogi Kumagawa)
- Super Robot Wars Z3: Hell Chapter (Shinji Ikari)
- Persona Q: Shadow of the Labyrinth (Ken Amada)
- Danganronpa Another Episode: Ultra Despair (Makoto Naegi, Nagito Komaeda)
- Super Robot Wars Z3: Heaven Chapter (Shinji Ikari)
- Bleach: Brave Souls (Tia Harribel)
- Danganronpa V3: Killing Harmony (Makoto Naegi, Nagito Komaeda)
- Super Robot Wars V (Shinji Ikari)
- Persona 3: Dancing in Moonlight (Ken Amada)
- Fighting EX Layer (Nanase)
- Dragalia Lost (Grimnir)
- Persona Q2: New Cinema Labyrinth (Ken Amada)
- Super Robot Wars T (Emeraude, Eagle Vision)
- Famicom Detective Club: The Girl Who Stands Behind / Famicom Detective Club: The Missing Heir (Protagonista)
- World's End Club (Pochi)
- Super Robot Wars 30 (Emeraude, Eagle Vision)
- Live A Live (Remake) (Pogo)
- Granblue Fantasy: Versus Rising (Grimnir)
- Jujutsu Kaisen Cursed Clash (Yuta Okkotsu)
- Persona 3 Reload (Ken Amada)
- Emio – L'uomo che sorride: Famicom Detective Club (Protagonista)
- Metaphor: ReFantazio (Fidelio Aureus Magnus)
- Bleach: Rebirth of Souls (Tia Harribel)
- The Hundred Line: Last Defense Academy (Ima Tsukumo)

## Discografia

### Album
- Half Moon
- Marine Legend
- Winter Bird
- Multipheno
- Santa Claus ni Naritai
- Megumi Ogata Live: Multipheno Concert Tour 1996 Winter Concert
- MO [em:óu]
- Megumi Ogata Live: [em:óu] Concert Tour 1998
- Best "Runner"
- Rain
- Ouchi wo Tsukuro
- STOP, AND GO
- Eye tie (Aitai). ~passed and next 1992-2002~
- Kagami no kuni no alice
- Yoake no Jikan
- Animegu

### Singoli
- Tenki Ame ga Futta Hi
- Kaze no Bohyou
- Kizutsukanai ai wa iranai
- Wine Red no Kokoro
- Time Leap
- Jealousy no aza
- Vacation map
- Rasen
- Hikari Wo Sagashite
- Run
- Silver Rain
- Animal Eyes